# 도요다 기요시
도요다 기요시(일본어: 豊田 清, 1971년 2월 2일 ~ )는 일본의 전 프로 야구 선수이자 야구 지도자 야구 해설가이다.현재 퍼시픽 리그인 사이타마 세이부 라이온스의 투수 코치이다.

## 인물

### 세이부 라이온스 시절
스즈카 고등학교와 도호 대학을 졸업하고 1992년 프로 야구 드래프트 회의에서 세이부 라이온스로부터 3순위 지명을 받아 입단, 1995년 9월 15일 긴테쓰 버펄로스전에서 1군에서의 데뷔 첫 등판을 했다. 이듬해 1996년부터 본격적인 1군에서의 선발 투수진에 참가했고 같은 해 7월 14일 후쿠오카 다이에 호크스전에서의 프로 첫 승리, 9월 1일의 지바 롯데 마린스전에서 첫 완봉승, 1997년과 1999년에는 두 자릿수 승리를 거두는 등 선발로서 맹활약을 했다. 1997년 5월 7일의 후쿠오카 다이에 호크스전에서는 팀 타선이 당시의 프로 야구 기록이 되는 1경기 29안타를 때려내는 등 매회 득점 기록을 달성한 가운데의 완봉 승리(21대 0)를 기록했다.
2000년 10월 8일에는 프로 데뷔 첫 세이브를 올렸고, 2001년에는 전년도까지 구원 투수였던 모리 신지가 부진하면서 히가시오 오사무 감독으로부터의 설득도 있어 구원 투수로 전향해 8월에는 3개의 끝내기 홈런을 허용하는 등 안정감이 부족하기도 했지만 다음 해 이후에는 차츰 안정되어 2002년 시즌에는 구원 승리 6승에 가세해 퍼시픽 리그 당시 역대 1위가 되는 38세이브, 이듬해 2003년에도 2승 38세이브로 기록해 2년 연속으로 최우수 구원 투수로 선정되는 등 퍼시픽 리그를 대표하는 구원 투수가 되었다. 2003년 8월 29일에는 프로 야구 역대 15번째의 통산 100세이브를 달성했다. 이듬해 2004년 일본 시리즈에서는 3세이브를 올리는 등의 맹활약하여 팀의 일본 시리즈 우승에 기여했다.
그러나 2005년에는 과거 시즌의 피로 누적 때문인지 생동감이 없는 투구가 계속되면서 부진에 시달리기도 했다. 그 해 시즌 종료 후에는 FA권을 취득하며 권리를 행사해 11월 27일에 요미우리 자이언츠와 2년 계약을 맺었다. 이것과 관련해 인적 보상으로서 에토 아키라가 세이부에 이적했다.

### 요미우리 자이언츠 시절
요미우리 이적 1년째인 2006년에는 14경기 만에 처음으로 구원에 실패하는 등 다카하시 히사노리가 마무리 투수가 되어 자신은 중간 계투가 되었다. 2007년 개막 초에는 중간 계투를 맡아 4월 11일의 히로시마 도요 카프전에서 프로 야구 역대 5번째인 통산 150세이브를 달성했지만 4월에는 두 차례의 구원으로 등판하여 연달아 구원에 실패해 우에하라 고지가 마무리 투수로 활약한 이후에는 중간 계투를 담당했다. 이후 클라이맥스 시리즈에서는 2, 3차전에 등판하여 타자 6명을 상대하면서 모두 삼진으로 처리했다.
2008년 개막 초부터 마크 크룬과 연결하는 중간 계투로 활약을 하여 50경기에 등판하면서 팀내 1위인 26홀드를 기록했다. 다음 해인 2009년에는 개막 이후부터 10경기 연속 무실점으로 호투했고 7월에는 허리 통증이 일어나면서 1군 등록이 말소되었지만 9월 이후에는 모두 무실점으로 막아 46경기 등판, 2승 2패 5세이브, 평균자책점 1.99를 기록했다. 2010년에는 16경기에 등판하면서 1승 1패, 평균자책점 4.40이라는 성적을 기록했다. 11월 6일에는 자유 계약 선수가 되면서 그 후 11월 16일부로 히로시마 도요 카프로 이적했다.

### 히로시마 도요 카프 시절
2011년은 32경기에 등판, 평균자책점은 3.08이었다. 10월 15일에는 구단으로부터 다음 시즌의 조건 제시를 받는 등 다음 시즌에도 전력으로서 기대되고 있었지만 10월 24일에는 현역 은퇴를 하겠다고 구단에게 정식으로 표명하였다.

### 그 후
이듬해 2012년부터 요미우리 자이언츠의 2군 투수 코치로 부임했다. 2012~14년까지 2군 투수코치로 활동하다가 2015년에 1군 투수 코치를 맡았다.다시 2017년 2군 투수 코치를 맡았고 2018년에 1군 투수 코치로 활동하다가 2019년 분카 방송(라이온즈 나이터와 이면 보내기에 의한 토 일요일 NRN나이터)의 야구 해설자로 취임. 또 세이부 OB로 테레옥와 세이부 구단 제작 중계(후지 텔레비전 TWO-BS12토우엘비 등)의 야구 해설자도 겸임하다가 2020 시즌을 앞두고 친정팀 세이부 라이온스 1군 투수코치로 부임했다.

## 플레이 스타일
예리한 직구와 스트라이크 존의 코너를 도착하는 높은 제구력을 무기로 하여 포크볼을 구사한다. 중간 계투로 전향하고 나서는 별로 던지지는 않지만 낙차가 있는 커브나 슬라이더도 가진다. 특히 포크는 우시지마 가즈히코와 동일하게 집게 손가락과 중지 손가락의 관절을 제외하는 볼을 잡는 것으로 우시지마와 똑같이 집게 손가락과 중지 손가락 사이에 볼을 중간에 두면서 손가락의 사이를 펼치려 하고 있을 때에 관절을 자유롭게 제외하거나 또는 되돌아오게 할 수 있었다고 한다.

## 상세 정보

### 출신 학교
- 스즈카 고등학교
- 도호 대학

### 선수 경력
- 세이부 라이온스(1993년 ~ 2005년)
- 요미우리 자이언츠(2006년 ~ 2010년)
- 히로시마 도요 카프(2011년)

### 지도자 및 기타 경력
- 요미우리 자이언츠 2군 투수 코치(2012년 ~ 2014년, 2017년)
- 요미우리 자이언츠 1군 투수 코치(2015년 ~ 2016년, 2018년)
- 분카 방송, 후지TV 야구해설가(2019년)
- 사이타마 세이부 라이온스 1군 투수코치(2020년 ~ )

### 수상·타이틀 경력

#### 타이틀
- 최우수 구원 투수 : 2회(2002년, 2003년)

#### 수상
- 최우수 배터리상 : 1회(2002년)[2]
- 파이어맨상 : 1회(2002년)
- 월간 MVP : 1회(1999년 8월)
- JA 전농 Go·Go상 : 1회(구원상 : 2001년 7월)

### 개인 기록

#### 첫 기록
- 첫 등판 : 1995년 9월 15일, 대 긴테쓰 버펄로스 23차전(후지이데라 구장), 9회말에 3번째 투수로서 구원 등판·마무리, 1이닝 무실점
- 첫 탈삼진 : 상동, 9회말에 리 스티븐스로부터
- 첫 선발·첫 완투 : 1996년 6월 8일, 대 긴테쓰 버펄로스 11차전(나가오카 시 유큐잔 야구장), 8이닝 4실점으로 패전 투수
- 첫 승리·첫 선발 승리 : 1996년 7월 14일, 대 후쿠오카 다이에 호크스 17차전(삿포로 시 마루야마 구장), 8이닝 2실점
- 첫 완투 승리·첫 완봉 승리 : 1996년 9월 1일, 대 지바 롯데 마린스 23차전(세이부 라이온스 구장)
- 첫 세이브 : 2000년 10월 8일, 대 닛폰햄 파이터스 27차전(세이부 돔), 7회초에 2번째 투수로서 구원 등판·마무리, 3이닝 1실점
- 첫 홀드 : 2005년 5월 14일, 대 요미우리 자이언츠 2차전(세이부 돔), 9회초에 4번째 투수로서 구원 등판, 1이닝 무실점

#### 기록 달성 경력
- 통산 100세이브 : 2003년 8월 29일, 대 오릭스 블루웨이브 21차전(세이부 돔), 9회초 2사에 5번째 투수로서 구원 등판·마무리, 1/3이닝 무실점※역대 15번째.
- 통산 150세이브 : 2007년 4월 11일, 대 히로시마 도요 카프 2차전(히로시마 시민 구장), 9회말에 4번째 투수로서 구원 등판·마무리, 1이닝 무실점 ※역대 5번째.
- 통산 500경기 등판 : 2009년 8월 21일, 대 도쿄 야쿠르트 스왈로스 14차전(메이지 진구 야구장), 7회말에 3번째 투수로서 구원 등판, 1이닝 4실점[3] ※역대 83번째.

#### 기타
- 올스타전 출장 : 4회(1997년, 2001년 ~ 2003년)

### 등번호
- 39(1993년 ~ 1994년)
- 38(1995년 ~ 1997년)
- 20(1998년 ~ 2010년)
- 33(2011년)
- 77(2012년 ~ 2015년)
- 85(2016년)
- 75(2017년)
- 83(2018년 ~ 2018년)
- 81(2020년 ~ )

### 연도별 투수 성적
| 연 도       | 소 속       | 등 판 | 선 발 | 완 투 | 완 봉 | 무 4 구 | 승 리 | 패 전 | 세 이 브 | 홀 드 | 승 률 | 타 자 | 이 닝 | 피 안 타 | 피 홈 런 | 볼 넷 | 고 4 | 몸 맞 | 탈 삼 진 | 폭 투 | 보 크 | 실 점 | 자 책 점 | 평 자 책 | W H I P |
| ----------- | ----------- | ----- | ----- | ----- | ----- | ------- | ----- | ----- | -------- | ----- | ----- | ----- | ----- | -------- | -------- | ----- | ---- | ----- | -------- | ----- | ----- | ----- | -------- | -------- | ------- |
| 1995년      | 세이부      | 4     | 0     | 0     | 0     | 0       | 0     | 0     | 0        | --    | ----  | 21    | 6.0   | 3        | 1        | 0     | 0    | 0     | 4        | 0     | 0     | 1     | 1        | 1.50     | 0.50    |
| 1996년      | 세이부      | 18    | 14    | 3     | 1     | 0       | 5     | 5     | 0        | --    | .500  | 441   | 108.0 | 101      | 17       | 25    | 3    | 3     | 88       | 2     | 0     | 40    | 37       | 3.08     | 1.17    |
| 1997년      | 세이부      | 23    | 23    | 6     | 3     | 1       | 10    | 6     | 0        | --    | .625  | 616   | 150.2 | 128      | 14       | 54    | 1    | 2     | 86       | 2     | 0     | 54    | 49       | 2.93     | 1.21    |
| 1998년      | 세이부      | 7     | 7     | 0     | 0     | 0       | 4     | 2     | 0        | --    | .667  | 158   | 39.1  | 34       | 4        | 9     | 0    | 0     | 31       | 1     | 0     | 19    | 19       | 4.35     | 1.09    |
| 1999년      | 세이부      | 20    | 20    | 4     | 2     | 2       | 10    | 4     | 0        | --    | .714  | 490   | 122.2 | 111      | 12       | 16    | 0    | 3     | 91       | 1     | 2     | 57    | 53       | 3.89     | 1.04    |
| 2000년      | 세이부      | 26    | 18    | 1     | 0     | 0       | 5     | 9     | 1        | --    | .357  | 500   | 118.1 | 130      | 12       | 27    | 4    | 2     | 90       | 3     | 2     | 52    | 50       | 3.80     | 1.33    |
| 2001년      | 세이부      | 47    | 0     | 0     | 0     | 0       | 5     | 3     | 28       | --    | .625  | 196   | 47.2  | 42       | 7        | 12    | 1    | 1     | 58       | 1     | 2     | 15    | 15       | 2.83     | 1.13    |
| 2002년      | 세이부      | 57    | 0     | 0     | 0     | 0       | 6     | 1     | 38       | --    | .857  | 204   | 57.1  | 32       | 1        | 3     | 1    | 1     | 66       | 1     | 1     | 5     | 5        | 0.78     | 0.61    |
| 2003년      | 세이부      | 58    | 0     | 0     | 0     | 0       | 2     | 3     | 38       | --    | .400  | 215   | 58.0  | 37       | 2        | 9     | 3    | 1     | 54       | 1     | 1     | 8     | 8        | 1.24     | 0.79    |
| 2004년      | 세이부      | 34    | 0     | 0     | 0     | 0       | 5     | 1     | 11       | --    | .833  | 142   | 36.2  | 26       | 1        | 5     | 2    | 0     | 39       | 1     | 0     | 5     | 4        | 0.98     | 0.85    |
| 2005년      | 세이부      | 35    | 0     | 0     | 0     | 0       | 3     | 1     | 19       | 3     | .750  | 150   | 34.0  | 42       | 4        | 6     | 0    | 0     | 31       | 0     | 0     | 17    | 15       | 3.97     | 1.41    |
| 2006년      | 요미우리    | 38    | 0     | 0     | 0     | 0       | 1     | 4     | 13       | 7     | .200  | 159   | 38.0  | 39       | 2        | 6     | 3    | 0     | 46       | 0     | 0     | 14    | 14       | 3.32     | 1.18    |
| 2007년      | 요미우리    | 47    | 0     | 0     | 0     | 0       | 2     | 5     | 4        | 20    | .286  | 195   | 48.0  | 46       | 2        | 8     | 5    | 2     | 56       | 1     | 0     | 18    | 18       | 3.38     | 1.13    |
| 2008년      | 요미우리    | 50    | 0     | 0     | 0     | 0       | 3     | 2     | 0        | 26    | .600  | 186   | 46.1  | 45       | 4        | 5     | 1    | 1     | 49       | 2     | 0     | 17    | 17       | 3.30     | 1.08    |
| 2009년      | 요미우리    | 46    | 0     | 0     | 0     | 0       | 2     | 2     | 5        | 15    | .500  | 172   | 40.2  | 35       | 3        | 15    | 5    | 1     | 32       | 1     | 0     | 13    | 9        | 1.99     | 1.23    |
| 2010년      | 요미우리    | 16    | 0     | 0     | 0     | 0       | 1     | 1     | 0        | 3     | .500  | 70    | 14.1  | 22       | 3        | 6     | 0    | 0     | 18       | 0     | 0     | 7     | 7        | 4.40     | 1.96    |
| 2011년      | 히로시마    | 32    | 0     | 0     | 0     | 0       | 2     | 1     | 0        | 7     | .667  | 104   | 26.1  | 27       | 3        | 1     | 0    | 0     | 20       | 0     | 0     | 9     | 9        | 3.08     | 1.06    |
| 통산 : 17년 | 통산 : 17년 | 558   | 82    | 14    | 6     | 3       | 66    | 50    | 157      | 81    | .569  | 4019  | 992.1 | 900      | 92       | 207   | 29   | 17    | 859      | 17    | 8     | 351   | 330      | 2.99     | 1.12    |

- 굵은 글씨는 시즌 최고 기록.